# Alto Pass
Alto Pass es una villa ubicada en el condado de Union en el estado estadounidense de Illinois. En el año 2010 tenía una población de 388 habitantes y una densidad poblacional de 70 personas por km².

## Geografía
Alto Pass se encuentra ubicada en las coordenadas 37°34′11″N 89°19′8″O / 37.56972, -89.31889.

## Demografía
Según la Oficina del Censo en 2000 los ingresos medios por hogar en la localidad eran de $33,50, y los ingresos medios por familia eran $36,40. Los hombres tenían unos ingresos medios de $25,58 frente a los $19,00 para las mujeres. La renta per cápita para la localidad era de $17,28. Alrededor del 15,3% de la población estaban por debajo del umbral de pobreza.